# Bobodol
Bobodol – wieś w Chorwacji, w żupanii szybenicko-knińskiej, w gminie Promina. W 2011 roku liczyła 23 mieszkańców.